# Mikkel Vendelbo
Mikkel Vendelbo (Esbjerg, 15 augustus 1987) is een Deens voetballer (middenvelder) die voor de Noorse club Hønefoss BK uitkomt. 
Vendelbo was meermaals Deens jeugdinternational.